# 法尔泽斯
法尔泽斯（義大利語：Falzes），是意大利北部波尔扎诺自治省的一个市镇，位于其省会波尔查诺的东北方约50公里处。总面积33平方公里，人口2560人，人口密度77.6人/平方公里（2009年）。ISTAT代码为021030。